# Lignocellulosa
Col termine di lignocellulosa ci riferiamo agli scarti secchi derivanti da vegetali (biomassa). È il materiale grezzo maggiormente presente sulla Terra ed è per questo adoperato per la produzione di biocarburanti, in particolar modo di bioetanolo. È composta da polimeri di carboidrati (cellulosa e emicellulosa fondamentalmente) e polimeri aromatici (la lignina).
Questi polimeri di carboidrati contengono vari monomeri saccaridici (a cinque o sei atomi di carbonio) e sono legati in maniera molto stretta alla lignina. 
La biomassa lignocellulosica può essere largamente classificata in biomassa vergine, biomassa di scarto e colture energetiche. La biomassa vergine include tutte le piante terrestri naturalmente presenti, come ad esempio alberi, cespugli ed erba. La biomassa di scarto è prodotto come un prodotto di scarto dal basso valore da vari settori industriali, quali l'agricoltura (bagassa di canna da zucchero, paglia, mais..), la silivicoltura (scarti di segherie e industrie cartiere). Le colture energetiche sono, invece, campi con una alta resa di produzione di biomassa lignocellulosica adoperata come materiale grezzo specificatamente per la produzione di biocarburanti di seconda generazione. 

## Colture energetiche dedicate
Molte colture sono di interesse poiché riescono a garantire alte rese di biomassa e possono essere mietuti più volte ogni anno. Tra di esse è annoverato il pioppo e il Miscanthus giganteus. La coltivazione più di interesse è però sicuramente la canna da zucchero, poiché è una fonte di saccarosio immediatamente fermentabile e anche di lignocellulosa come prodotto di scarto dalla bagassa.

## Applicazioni

### Industria cartiera
La biomassa lignocellulosica è la materia prima dell'industria cartiera. Essa si basa sulla separazione della lignina dalle frazioni di cellulosa della biomassa.

### Biocarburanti
La biomassa lignocellulosica, nella forma di combustibile del legno, ha una lunga storia come fonte di energia. Sin dalla metà del XX secolo, l'interesse per la biomassa come precursore dei combustibili liquidi è aumentato; nello specifico la fermentazione della biomassa lignocellulosica in etanolo  è una via molto affascinante per sopperire la carenza di combustibili fossili. La biomassa è una fonte di energia priva di carbonio: dal momento che proviene da piante, la combustione del bioetanolo non produce emissioni nette di anidride carbonica nell'atmosfera terrestre. Assieme all'etanolo, molti altri carburanti derivati dalla lignocellulosa sono di interesse commerciale, incluso il butanolo, dimetilfurano e gamma-valeriolattone.
Un ostacolo nella produzione di etanolo dalla biomassa è il fatto che gli zuccheri necessari sono bloccati all'interno della struttura cristallina della lignocellulosa. In natura questo permette alla parete cellulare vegetale di essere molto robusta e resistente all'azione idrolitica dell'ambiente esterno; questa robustezza è attribuibile ai legami crociati presenti tra i polisaccaridi e la lignina attraverso legami esterei e eterei. I legami esterei sorgono tra gli zuccheri ossidati, gli acidi uronici e i gruppi fenoli e fenilpropanoli della lignina. Per estrarre gli zuccheri fermentabili occorre innanzitutto separare i legami tra cellulosa e lignina e solo dopo usare metodi acidi o enzimatici per idrolizzare e rompere in monosaccaridi semplici la cellulosa liberata. Un'altra sfida per la fermetnazione della biomassa è l'alta percentuale di pentosi nell'emicellulosa, ad esempio lo xilosio o lo zucchero di legno. A differenza degli esosi come il glucosio, i pentosi sono difficili da fermentare, per cui i problemi causati dalla presenza di lignina e emicellulosa sono attualmente oggetto di studio dalla ricerca contemporanea.
Un settore molto ampio di ricerca attuale mira all'impiego di biomassa lignocellulosica come materia prima per la produzione di bioetanolo, in particolare ci si sta concentrando sul fungo Trichoderma reesei, noto proprio per la sua capacità cellulolitica. Sono stati adoperati molti approcci, incluso la formazione di una miscela ottimizzata di cellulasi e emicellulasi isolate proprio da quel fungo o anche l'ingegnerizzazione del fungo per un suo miglioramento nell'efficienza dell'attività idrolitica con produzione di monomeri di glucosio.Il miglioramento genico ha portato alla nascita di ceppi capaci di produrre un numero di cellulasi di gran lunga superiore rispetto al ceppo originale; alcuni ceppi industriali sono in grado di produrre fino a 100g di cellulasi per litro di fungo, in maniera tale da massimizzare l'estrazione di zuccheri e, quindi, aumentare la produzione di bioetanolo.